# تولباغاوية
التولباغياوية (الاسم العلمي:Tulbaghieae) هي قبيلة من النباتات تتبع فصيلة النرجسية من الرتبة الهليونيات.

## أجناس
التولباغياوية هي قبيلة نباتية أحادية الجنس إذ تضم جنس التولباغية فقط.